# Manuel Dubrulle
Manuel Dubrulle (* 11. Januar 1972) ist ein französischer Badmintonspieler. 

## Karriere
Manuel Dubrulle gewann nach mehreren Nachwuchstiteln in Frankreich 1993 seine erste Meisterschaft bei den Erwachsenen. Elf weitere nationale Titel folgten bis 2003. Außerhalb Frankreichs war er unter anderem bei den Slovenian International, Czech International und den Portugal International erfolgreich.

## Sportliche Erfolge
| Saison    | Veranstaltung                                   | Disziplin    | Platz | Partnerin/Partner      |
| --------- | ----------------------------------------------- | ------------ | ----- | ---------------------- |
| 1985/1986 | Französische Nachwuchsmeisterschaft (Minimes)   | Herreneinzel | 1     |                        |
| 1987/1988 | Französische Nachwuchsmeisterschaft (Cadets)    | Herrendoppel | 1     | Fabien Lechalupé       |
| 1987/1988 | Französische Nachwuchsmeisterschaft (Cadets)    | Herreneinzel | 1     |                        |
| 1989/1990 | Französische Juniorenmeisterschaft              | Mixed        | 1     | Christelle Mol         |
| 1989/1990 | Französische Juniorenmeisterschaft              | Herreneinzel | 1     |                        |
| 1992/1993 | Französische Meisterschaft                      | Mixed        | 1     | Virginie Delvingt      |
| 1993/1994 | Französische Meisterschaft                      | Herrendoppel | 1     | Christophe Jeanjean    |
| 1993/1994 | Französische Meisterschaft                      | Mixed        | 1     | Virginie Delvingt      |
| 1994/1995 | Französische Meisterschaft                      | Herrendoppel | 1     | Vincent Laigle         |
| 1994/1995 | Französische Meisterschaft                      | Mixed        | 1     | Virginie Delvingt      |
| 1994/1995 | EBU Circuit                                     | Mixed        | 1     |                        |
| 1995/1996 | Französische Meisterschaft                      | Herrendoppel | 1     | Vincent Laigle         |
| 1996      | Slovenian International                         | Herrendoppel | 1     | Vincent Laigle         |
| 1996      | Slovenian International                         | Mixed        | 1     | Sandrine Lefèvre       |
| 1996/1997 | Französische Meisterschaft                      | Herrendoppel | 1     | Vincent Laigle         |
| 1997/1998 | Französische Meisterschaft                      | Herrendoppel | 1     | Vincent Laigle         |
| 1998/1999 | Französische Meisterschaft                      | Mixed        | 1     | Tatiana Vattier        |
| 1998/1999 | Französische Meisterschaft                      | Herrendoppel | 1     | Vincent Laigle         |
| 1999      | Romanian International                          | Herrendoppel | 1     | Vincent Laigle         |
| 1999      | Portugal International                          | Herrendoppel | 1     | Vicent Laigle          |
| 1999      | Slovenian International                         | Herrendoppel | 1     | Vincent Laigle         |
| 1999      | Weltmeisterschaft                               | Herrendoppel | 33    | Vincent Laigle         |
| 2000/2001 | Französische Meisterschaft                      | Mixed        | 1     | Tatiana Vattier        |
| 2001      | Czech International                             | Herrendoppel | 1     | Michael Popov          |
| 2001/2002 | EBU Circuit                                     | Herrendoppel | 1     |                        |
| 2002/2003 | Französische Hochschulmeisterschaft             | Herrendoppel | 1     | Mihail Popov           |
| 2002/2003 | Französische Meisterschaft                      | Herrendoppel | 1     | Mihaïl Popov           |
| 2003      | Weltmeisterschaft                               | Herrendoppel | 17    | Mihail Popov           |
| 2003      | Czech International                             | Herrendoppel | 1     | Michael Popov          |
| 2007/2008 | Französische Seniorenmeisterschaft (Vétérans I) | Herrendoppel | 1     | David Mesnacque        |
| 2007/2008 | Französische Seniorenmeisterschaft (Vétérans I) | Mixed        | 1     | Marie-Noëlle Lechalupé |
| 2008/2009 | Französische Seniorenmeisterschaft (Vétérans I) | Mixed        | 1     | Christine Dubrulle     |